# Filippos
Filippos, äldre transkribering: Filippus, död cirka 80, var en av Jesu tolv apostlar, född i Betsaida. Helgondag i Romersk-katolska kyrkan den 3 maj (tillsammans med Jakob), i Östortodoxa kyrkan den 14 september och i Koptisk-ortodoxa kyrkan den 18 november.

## Biografi
Filippos nämns i uppräkningen av apostlarna i Markusevangeliet 3:18, Matteusevangeliet 10:3, Lukasevangeliet 6:14, Apostlagärningarna 1:13, och på flera ställen i Johannesevangeliet. Han kommer alltid som nummer fem i uppräkningarna, efter Petrus, Andreas, Jakob och Johannes; eftersom senioritetsregeln verkar användas vid uppräkningen kan man troligen dra slutsatsen att han hade hög rang bland de tolv apostlarna.
Johannesevangeliet berättar att han var från Betsaida, kallades av Jesus och närvarade när Johannes Döparen döpte Jesus, förde Natanael (troligen Bartolomaios) till Jesus, och verkar ha kunnat tala grekiska. Filippos träffade, återger Johannesevangeliet, grekiska proselyter som bad honom att visa dem Jesus, och själv bad han sedermera Jesus att få se Fadern. På grund av skildringarna i Johannesevangeliet har Filippos kommit att uppfattas som den apostel som leder människor till Jesus. Det är till Filippos som Jesus säger: ”Den som har sett mig, har sett Fadern”.
Under de första två århundradena verkar han ha förväxlats med Filippos evangelisten, så av Eusebios. I ett brev från biskop Polycrates av Efesos som skrivits någon gång mellan åren 189 och 198, står att Filippos är begravd i Hierapolis i Frygien med sina två döttrar. Andra källor berättar att han hade fyra döttrar vilka samtliga profeterade. Eftersom Filippos evangelisten enligt Apostlagärningarna hade fyra döttrar som profeterade och var begravda i Hierapolis, brukar man anta att dessa berättelser beror på en förväxling mellan de båda. Eusebios återger dock denna levnadsbeskrivning för aposteln Filippos. Enligt traditionen skall Filippos ha predikat i Mindre Asien och lidit martyrdöden i Hierapolis genom att bli korsfäst på ett liggande kors, varifrån Filippuskorset har sitt upphov.
Filipposgärningarna är en apokryf skrift, som inte anses tillförlitlig av kristna.
Filippos reliker fördes från Hierapolis till Konstantinopel och därefter till basilikan Santi XII Apostoli i Rom.